# Järise (Mustjala)
Järise – wieś w Estonii, w prowincji Sarema, w gminie Mustjala. Na południowy zachód od wsi znajduje się płytkie jezioro Järise järv.